# Campeonato Africano de Atletismo de 2016 - 200 m masculino
A prova dos 200 metros masculino do Campeonato Africano de Atletismo de 2016 foi disputada entre os dias 25 e 26 de junho no Kings Park Stadium  em Durban,  na África do Sul. Participaram da prova 52 atletas sendo que 36 concluíram a prova na fase inicial. 

## Recordes
Antes desta competição, os recordes mundiais e do campeonato nesta prova eram os seguintes:
|                       | Nome               | Nacionalidade | Tempo  | Local   | Data                 |
| --------------------- | ------------------ | ------------- | ------ | ------- | -------------------- |
| Recorde mundial       | Usain Bolt         | Jamaica       | 19s 19 | Berlim  | 20 de agosto de 2009 |
| Recorde do campeonato | Frankie Fredericks | Namíbia       | 19s 99 | Dakar   | 22 de agosto de 1998 |
| Recorde africano      | Frankie Fredericks | Namíbia       | 19s 68 | Atlanta | 1 de agosto de 1996  |

## Medalhistas
| Ouro                    | Prata              | Bronze                |
| Wayde van Niekerk (RSA) | Adama Jammeh (GAM) | Emmanuel Matadi (LBR) |

## Cronograma
Todos os horários são locais (UTC+2). 
| Data        | Hora  | Evento    |
| ----------- | ----- | --------- |
| 25 de junho | 10:10 | Bateria   |
| 25 de junho | 18:00 | Semifinal |
| 26 de junho | 17:40 | Final     |

## Resultados

### Bateria
Qualificação: 3 atletas de cada bateria (Q) mais os 3 melhores qualificados (q).
| Posição | Bateria | Atleta                    | Nacionalidade                  | Tempo | Notas |
| ------- | ------- | ------------------------- | ------------------------------ | ----- | ----- |
| 1       | 4       | Wayde van Niekerk         | África do Sul                  | 20.34 | Q     |
| 2       | 7       | Emmanuel Matadi           | Libéria                        | 20.68 | Q     |
| 3       | 5       | Sydney Siame              | Zâmbia                         | 20.74 | Q     |
| 4       | 2       | Adama Jammeh              | Gâmbia                         | 20.84 | Q     |
| 5       | 5       | Clarence Munyai           | África do Sul                  | 20.87 | Q     |
| 6       | 4       | Divine Oduduru            | Nigéria                        | 20.90 | Q     |
| 7       | 1       | Sibusiso Matsenjwa        | Essuatíni                      | 21.08 | Q     |
| 8       | 7       | Fode Sissoko              | Mali                           | 21.10 | Q     |
| 9       | 1       | Ahmed Ali                 | Sudão                          | 21.12 | Q     |
| 9       | 6       | Gabriel Mvumvure          | Zimbabwe                       | 21.12 | Q     |
| 11      | 1       | Martin Owusu-Antwi        | Gana                           | 21.18 | Q     |
| 12      | 2       | Christopher Naliali       | Costa do Marfim                | 21.19 | Q     |
| 13      | 6       | Peter Mwai                | Quênia                         | 21.20 | Q     |
| 14      | 6       | Mangar Chep               | Sudão do Sul                   | 21.20 | Q     |
| 15      | 3       | Emmanuel Dasor            | Gana                           | 21.36 | Q     |
| 16      | 6       | Skander Djamil Athmani    | Argélia                        | 21.40 | q     |
| 17      | 3       | Hua Wilfried Koffi        | Costa do Marfim                | 21.41 | Q     |
| 18      | 2       | Innocent Bologo           | Burquina Fasso                 | 21.46 | Q     |
| 18      | 6       | Fabrice Dabla             | Togo                           | 21.46 | q     |
| 20      | 2       | Gilbert Otieno            | Quênia                         | 21.47 | q     |
| 21      | 5       | Ngoni Makusha             | Zimbabwe                       | 21.61 | Q     |
| 22      | 3       | Jonathan Permal           | Ilhas Maurícias                | 21.64 | Q     |
| 23      | 1       | Leonard Opiny             | Uganda                         | 21.72 |       |
| 24      | 7       | Bienvenu Sawadogo         | Burquina Fasso                 | 21.73 | Q     |
| 25      | 5       | Gilles Antony Afoumba     | Congo                          | 21.76 |       |
| 26      | 4       | Émilien Tchan Bi Chan     | Costa do Marfim                | 21.78 | Q     |
| 27      | 7       | Mike Mokamba Nyang'au     | Quênia                         | 21.83 |       |
| 28      | 4       | Pius Adome                | Uganda                         | 21.85 |       |
| 29      | 6       | Mohamed Dawoud            | Egito                          | 21.94 |       |
| 30      | 2       | Basilius Karupu           | Namíbia                        | 22.17 |       |
| 31      | 1       | Sidiki Ouedraogo          | Burquina Fasso                 | 22.37 |       |
| 32      | 2       | Mohamed Abdelazim Mohamed | Sudão                          | 22.50 |       |
| 33      | 4       | Awad El Karim Makki       | Sudão                          | 23.04 |       |
| 34      | 2       | Stephan Ukele             | Sudão do Sul                   | 23.07 |       |
| 35      | 5       | Gilberto Leite            | São Tomé e Príncipe            | 23.49 |       |
| 36      | 1       | Aziz Ouhadi               | Marrocos                       | 23.72 |       |
| 37      | 1       | Chidamba Hazemba          | Zâmbia                         | DNS   |       |
| 37      | 1       | Gogbeu Francis Koné       | Costa do Marfim                | DNS   |       |
| 37      | 2       | Akani Simbine             | África do Sul                  | DNS   |       |
| 37      | 3       | Moulaye Sonko             | Senegal                        | DNS   |       |
| 37      | 3       | Abdusetar Kemal           | Etiópia                        | DNS   |       |
| 37      | 3       | Karabo Mothibi            | Botswana                       | DNS   |       |
| 37      | 3       | Freddy Nguz               | República Democrática do Congo | DNS   |       |
| 37      | 4       | Khumbo Makwakwa           | Malawi                         | DNS   |       |
| 37      | 4       | Tjimbatu Kauajo           | Namíbia                        | DNS   |       |
| 37      | 4       | Connias Mudzingwa         | Zimbabwe                       | DNS   |       |
| 37      | 5       | Abdulie Azim              | Gâmbia                         | DNS   |       |
| 37      | 5       | Mlandvo Shongwe           | Essuatíni                      | DNS   |       |
| 37      | 6       | Mosito Lehata             | Lesoto                         | DNS   |       |
| 37      | 7       | Abdoulie Assim            | Gâmbia                         | DNS   |       |
| 37      | 7       | Titus Kafunda             | Zâmbia                         | DNS   |       |
| 37      | 7       | Gatkuoth Wal              | Sudão do Sul                   | DNS   |       |

### Semifinal
Qualificação: 2 atletas de cada bateria  (Q) mais os  2 melhores qualificados (q). 
| Posição | Bateria | Atleta                 | Nacionalidade   | Tempo | Notas |
| ------- | ------- | ---------------------- | --------------- | ----- | ----- |
| 1       | 1       | Wayde van Niekerk      | África do Sul   | 20.03 | Q     |
| 2       | 3       | Divine Oduduru         | Nigéria         | 20.48 | Q     |
| 3       | 2       | Emmanuel Matadi        | Libéria         | 20.51 | Q     |
| 4       | 1       | Adama Jammeh           | Gâmbia          | 20.52 | Q     |
| 5       | 3       | Sydney Siame           | Zâmbia          | 20.75 | Q     |
| 6       | 3       | Gabriel Mvumvure       | Zimbabwe        | 20.77 | q     |
| 7       | 3       | Hua Wilfried Koffi     | Costa do Marfim | 20.82 | q     |
| 8       | 1       | Emmanuel Dasor         | Gana            | 20.92 |       |
| 9       | 1       | Christopher Naliali    | Costa do Marfim | 20.97 |       |
| 10      | 2       | Clarence Munyai        | África do Sul   | 20.99 | Q     |
| 11      | 2       | Martin Owusu-Antwi     | Gana            | 21.02 |       |
| 11      | 3       | Fode Sissoko           | Mali            | 21.02 |       |
| 13      | 2       | Peter Mwai             | Quênia          | 21.18 |       |
| 14      | 1       | Skander Djamil Athmani | Argélia         | 21.28 |       |
| 15      | 1       | Jonathan Permal        | Ilhas Maurícias | 21.31 |       |
| 16      | 1       | Ahmed Ali              | Sudão           | 21.38 |       |
| 16      | 3       | Mangar Chep            | Sudão do Sul    | 21.38 |       |
| 18      | 2       | Fabrice Dabla          | Togo            | 21.49 |       |
| 19      | 3       | Gilbert Otieno         | Quênia          | 21.52 |       |
| 20      | 2       | Émilien Tchan Bi Chan  | Costa do Marfim | 21.72 |       |
| 21      | 2       | Innocent Bologo        | Burquina Fasso  | 21.80 |       |
| 22      | 3       | Bienvenu Sawadogo      | Burquina Fasso  | 21.85 |       |
| 23      | 1       | Ngoni Makusha          | Zimbabwe        | 21.98 |       |
| 24      | 2       | Sibusiso Matsenjwa     | Essuatíni       | DSQ   |       |

### Final
| Posição           | Raia | Atleta             | Nacionalidade   | Tempo | Notas |
| ----------------- | ---- | ------------------ | --------------- | ----- | ----- |
| Medalha de ouro   | 5    | Wayde van Niekerk  | África do Sul   | 20.02 |       |
| Medalha de prata  | 3    | Adama Jammeh       | Gâmbia          | 20.45 |       |
| Medalha de bronze | 6    | Emmanuel Matadi    | Libéria         | 20.55 |       |
| 4                 | 1    | Gabriel Mvumvure   | Zimbabwe        | 20.83 |       |
| 5                 | 8    | Sydney Siame       | Zâmbia          | 20.83 |       |
| 6                 | 2    | Hua Wilfried Koffi | Costa do Marfim | 20.92 |       |
| 7                 | 4    | Divine Oduduru     | Nigéria         | DNS   |       |
| 7                 | 7    | Clarence Munyai    | África do Sul   | DNS   |       |

Legenda
| Recorde mundial       | Recorde mundial (World record)               |                       | Recorde africano                      | Recorde africano (African) |                                           | Q | Classificado por posição (Qualified) |
| Recorde do campeonato | Recorde do campeonato (Championship record)  | Recorde da América    | Recorde da América (Americas)         | q                          | Classificado por melhor tempo (Qualified) |   |                                      |
| Melhor marca do ano   | Melhor marca do ano (World leading)          | Recorde asiático      | Recorde asiático (Asian)              | DNS                        | Não largou (Did not start)                |   |                                      |
| Recorde nacional      | Recorde nacional (National record)           | Recorde europeu       | Recorde europeu (European)            | DNF                        | Não terminou (Did not finish)             |   |                                      |
| Recorde pessoal       | Recorde pessoal do atleta (Personal best)    | Recorde da Oceania    | Recorde da Oceania (Oceania)          | DSQ / DQ                   | Desclassificado (Disqualified)            |   |                                      |
| Recorde da temporada  | Recorde da temporada do atleta (Season best) | Recorde sul-americano | Recorde sul-americano (South America) | NM                         | Sem marca (No mark)                       |   |                                      |